# Augie Vander Meulen
August Vander Meulen, detto Augie (6 novembre 1909 – Madison, 2 dicembre 1993), è stato un cestista statunitense, professionista nella NBL.

## Carriera
Giocò per due stagioni nella NBL, disputando complessivamente 17 partite con 6,2 punti di media.